# Heinrich II. von Sonneberg
Heinrich II. von Sonneberg (* vor 1249; † 1288) stammte aus der Familie von Sonneberg und war Gründer des Klosters Sonnefeld.
Mit dem Tod des Herzogs Otto II. von Meranien am 19. Juni 1248 auf der Burg Niesten erlosch das Reichsfürstentum, in dessen Diensten die turnierfähigen Burg- und Dienstmannen von Sonneberg Reichslehen im Raum Coburg und Sonneberg verwaltet hatten. Damit fiel Heinrich II. die Aufgabe zu, die Herrschaft Sonneberg neu zu positionieren. 1252 und um 1260 erwarb er von der Benediktinerabtei Saalfeld  umfangreichen Besitz im Sonneberger und Coburger Umland.
Heinrich II. stiftete mit seiner Gemahlin Kunigunde 1260 das Kloster Sonnefeld und stattete es mit Gütern aus seinem Besitz aus. Er findet sich 1279 neben anderen Personen aus dem Umfeld des Sonnefelder Klosters unter den Zeugen der Stiftungsurkunde des Klosters Himmelkron, wodurch man annimmt, dass die ersten Nonnen des Klosters auch aus Sonnefeld kamen.